# Bifurgaster californica
Bifurgaster californica is een kreeftachtigensoort uit de familie van de Dendrogastridae. De wetenschappelijke naam van de soort is voor het eerst geldig gepubliceerd in 1987 door Stone.